# Buchen-Frostspanner

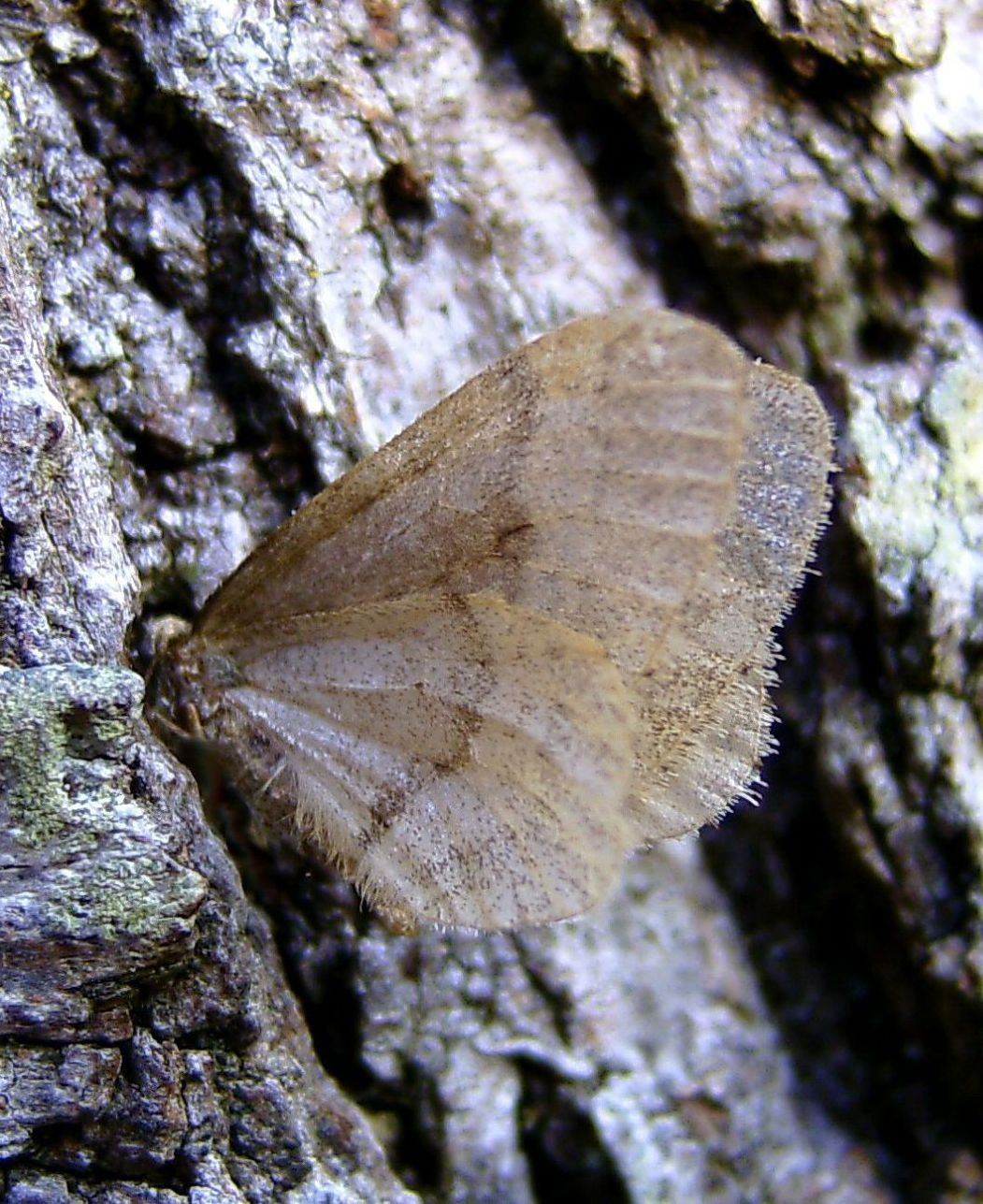
Flügelunterseite

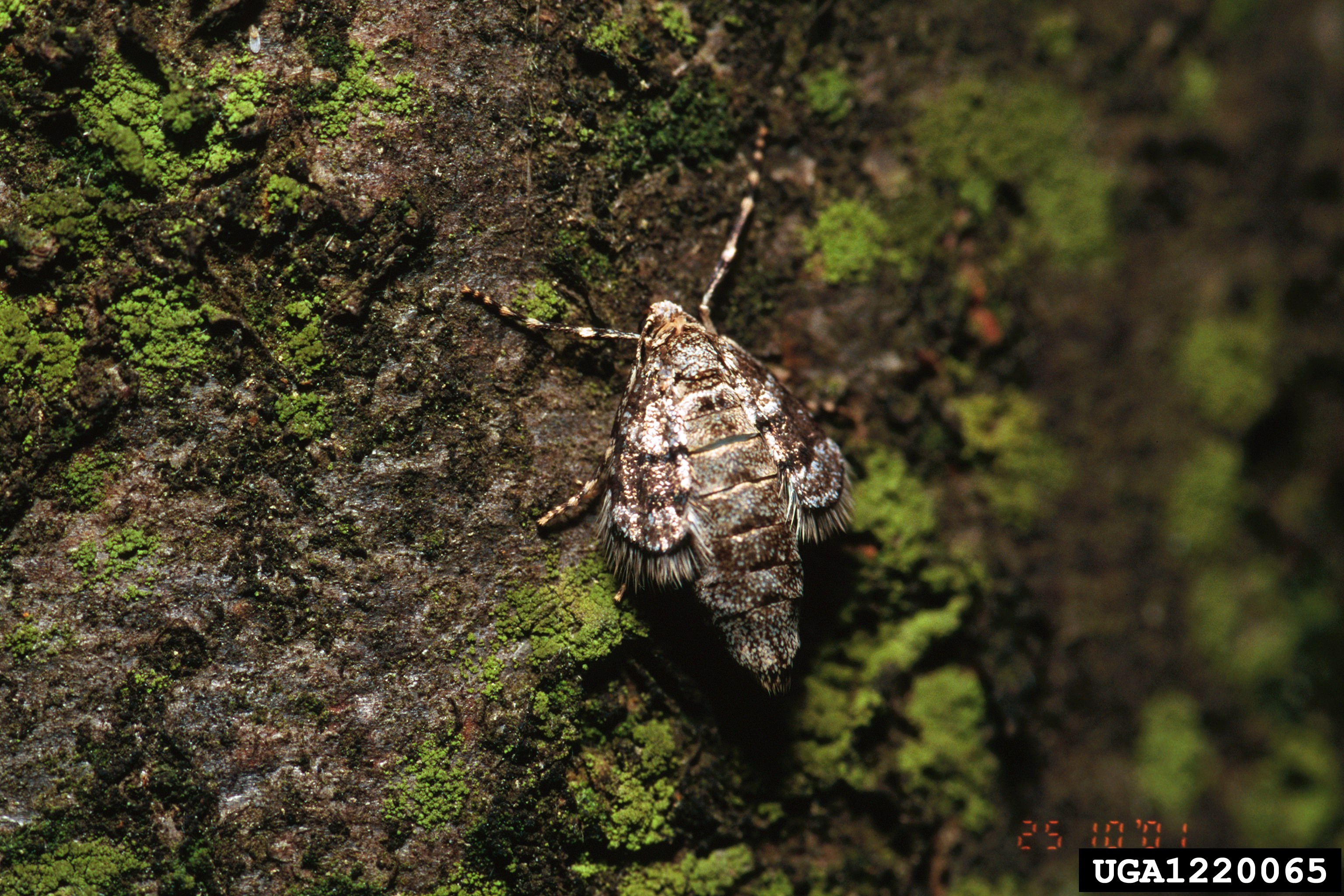
Weibchen des Buchen-Frostspanners

Der Buchen-Frostspanner (Operophtera fagata) ist ein Schmetterling aus der Familie der Spanner (Geometridae). Wie die anderen Frostspanner zeigt er einen ausgeprägten Sexualdimorphismus.

## Beschreibung

### Falter
Die Vorderflügel der Männchen sind weißlichgelb bis weißlichgrau mit mehreren, auf den Adern schwärzlich markierten, etwas gezähnten Querlinien. Manchmal befindet sich eine dunklere Mittellinie auf dem Vorderflügel. Auf den weißlichen Hinterflügeln ist eine Mittellinie erkennbar. Zwischen den Geschlechtern besteht ein deutlicher Sexualdimorphismus. Die Flügel der Weibchen sind rudimentär, etwas länger als der halbe Körper.

### Ähnliche Arten
- Kleiner Frostspanner (Operophtera brumata). Die Art ist kleiner und dunkler als der Buchen-Frostspanner. Die Querlinien auf der Vorderflügeloberseite, vor allem die vorderen, sind bei den Männchen weniger deutlich markiert und verlaufen in der Regel stärker gekrümmt. Auch der Flügelaußenrand ist stärker gekrümmt. Auf der Hinterflügelunterseite befinden sich bei Operophtera brumata zwei, bei Operophtera fagata jedoch nur eine Querlinie. Aufgrund von Überschneidungen in der Variabilitäts-Spanne beider Arten ist eine sichere Bestimmung oft nur durch eine Genitaluntersuchung möglich. Die Rudimentärflügel der brumata-Weibchen sind kurz und dunkel. Sie weisen einen sehr spitzen Apex auf. Bei fagata sind die hellgrauen Rudimentärflügel länger und an einem deutlichen dunkelgrauen Querband zu erkennen.

## Präimaginalstadien
Das Ei überwintert. Es ist grünlichorange mit polygonalem Netzwerk.
Die Raupe hat eine schmutzig gelbgrüne Farbe mit weißlichen Nebenrückenlinien und gelblichen Seitenstreifen. Der Kopf und die Brustbeine sind schwarz. Sie lebt im Mai und Juni auf Birken und Buchen in einem zusammengesponnenen Blatt.
Die Puppe ist hell rotbraun, der Kremaster kurz mit stark divergierenden Spitzen.

## Flugzeit
Der Buchen-Frostspanner fliegt in einer Generation von Anfang Oktober bis Anfang Dezember.

## Vorkommen
Der Buchen-Frostspanner ist in Mitteleuropa meist nicht häufig, in den Gebirgsregionen jedoch weit verbreitet. In Gegenden mit reichen Beständen an Rotbuchen (Fagus sylvatica) kann er mitunter auch zahlreich auftreten. Im Norden dehnt sich das Verbreitungsgebiet bis ins nördliche Fennoskandinavien aus, im Osten und Süden bis zur Ukraine und in die Türkei.